# The Penguins
The Penguins var en amerikansk doo wop grupp som bildades 1953 av Curtis Williams, Cleveland Duncan, Dexter Tisby, Bruce Tate. 
Gruppen är mest ihågkommen för låten Earth Angel (Will you be mine) från 1954. Låten tog sig till åttonde plats Billboard Hot 100 och första plats på rhythm'n'blueslistan. Earth angel (Will you Be mine) var deras enda topp 40 hit. The Penguins upplöstes 1962. Cleveland Duncan fortsatte att spela in musik under namnet The Penguins. Duncan (med backing-gruppen The Viceroys) fortsatte att uppträda till 2012.
Gruppen blev invald i The Vocal Group Hall of Fame 2004.

## Medlemmar
- Cleveland Duncan - sång (tenor) (1953-1962, 1963-2012)
- Curtis Williams - sång (baryton, bas (1953-1957)
- Dexter Tisby - sång (tenor) (1953-1956, 1956-1962)
- Bruce Tate - sång (baryton) (1954-1955)
- Randy Jones - sång (baryton) (1955-1956, 1956-1962, 2001)
- Teddy Harper - sång (tenor) (1956, 1957-1962)
- Ray Brewster - sång (tenor) (1956)
- Walter Saulsberry - sång (tenor, baryton) (1963-1965, 1970-2012)
- Vesta King - (1965)
- Evelyn King - (1965)
- Vera Walker - (1965-1969)
- Rudy Wilson - (1965-1969)
- Glenn Madison sång (tenor, bas) (1970-2012)

## Diskografi (urval)
Studioalbum
- The Cool, Cool Penguins (1958)

Singlar
- Hey Senorita / Earth Angel (Will You Be Mine) (1954)
- Love Will Make Your Mind Go Wild / Ookey Ook (1954)
- Baby Let's Make Some Love / Kiss a Fool Goodbye (1955)
- Be Mine or Be a Fool / Don't Do It (1955)
- It Only Happens With You / Walkin' Down Broadway (1955)
- Devil That I See / Promises, Promises, Promises (1955)
- A Christmas Prayer / Jingle Jangle (1955)
- She's Gone, Gone / My Troubles Are Not at an End (1956)
- Dealer of Dreams / Peace of Mind (1956)
- Earth Angel / Ice (1956)
- Will You Be Mine / Cool Baby Cool (1957)
- Pledge of Love / I Knew I'd Fall in Love (1957)
- That's How Much I Need You / Be My Lovin' Baby (1957)
- Sweet Love / Let Me Make Up Your Mind (1958)
- Do Not Pretend / If You're Mine (1958)
- Believe Me / The Pony Rock (1962)
- Memories of El Monte / Never Let You Go (delad singel med The Five Discs) (1963)
- Memories of El Monte / Be Mine (1963)
- Heavenly Angel / Big Bobo's Party Train (1965)
- Memories of El Monte / Heavenly Angel (1984)